# Liza del Sierra
Liza del Sierra (Pontoise, Val-d'Oise; 30 de agosto de 1985) es una actriz pornográfica francesa.

## Premios y nominaciones
| Año  | Ceremonia | Categoría                            | Trabajo | Resultado |
| ---- | --------- | ------------------------------------ | --- | --------- |
| 2008 | X Awards  | Premio del Jurado                    | | Ganadora  |
| 2009 | Hot d'or  | Best French Actress                  | L'Enchanteresse | Nominada  |
| 2009 | Hot d'or  | Best Actress Blog                    | lizadelsierra18.canalblog.com | Nominada  |
| 2012 | AVN       | Best Double-Penetration Scene        | Evil Anal 14 (compartido con com Mick Blue e Toni Ribas) | Nominada  |
| 2012 | AVN       | Best Group Sex Scene                 | Orgy: The XXX Championship (compartido con com Kaci Starr, Marie McCray, Aiden Ashley, Alan Stafford, Anthony Rosano, Asa Akira, Austin Matthews, Charlie Theron, Diana Doll, Evan Stone, Jaelyn Fox, Jeanie Marie, Ramón Nomar, Raven Alexis, Sean Michaels, Sophia Lomeli, Xander Corvus e Yuki Mori) | Nominada  |
| 2012 | AVN       | Best POV Sex Scene                   | Anal Workout (compartido con com Mick Blue) | Nominada  |
| 2012 | AVN       | Female Foreign Performer of the Year | | Nominada  |
| 2013 | XBIZ      | Foreign Female Performer of the Year | | Nominada  |